# 新北市天主教恆毅高級中學

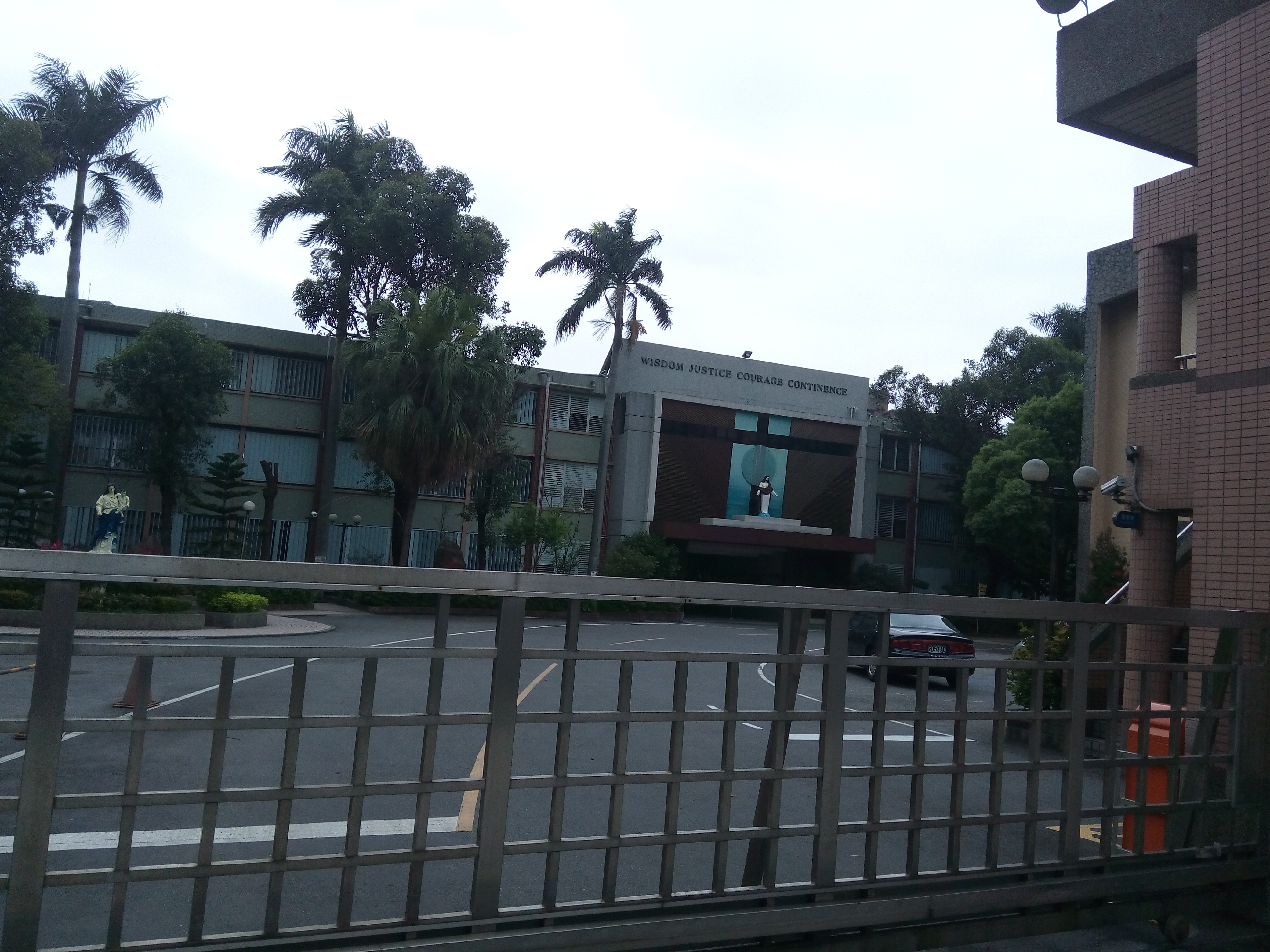
恆毅中學大門

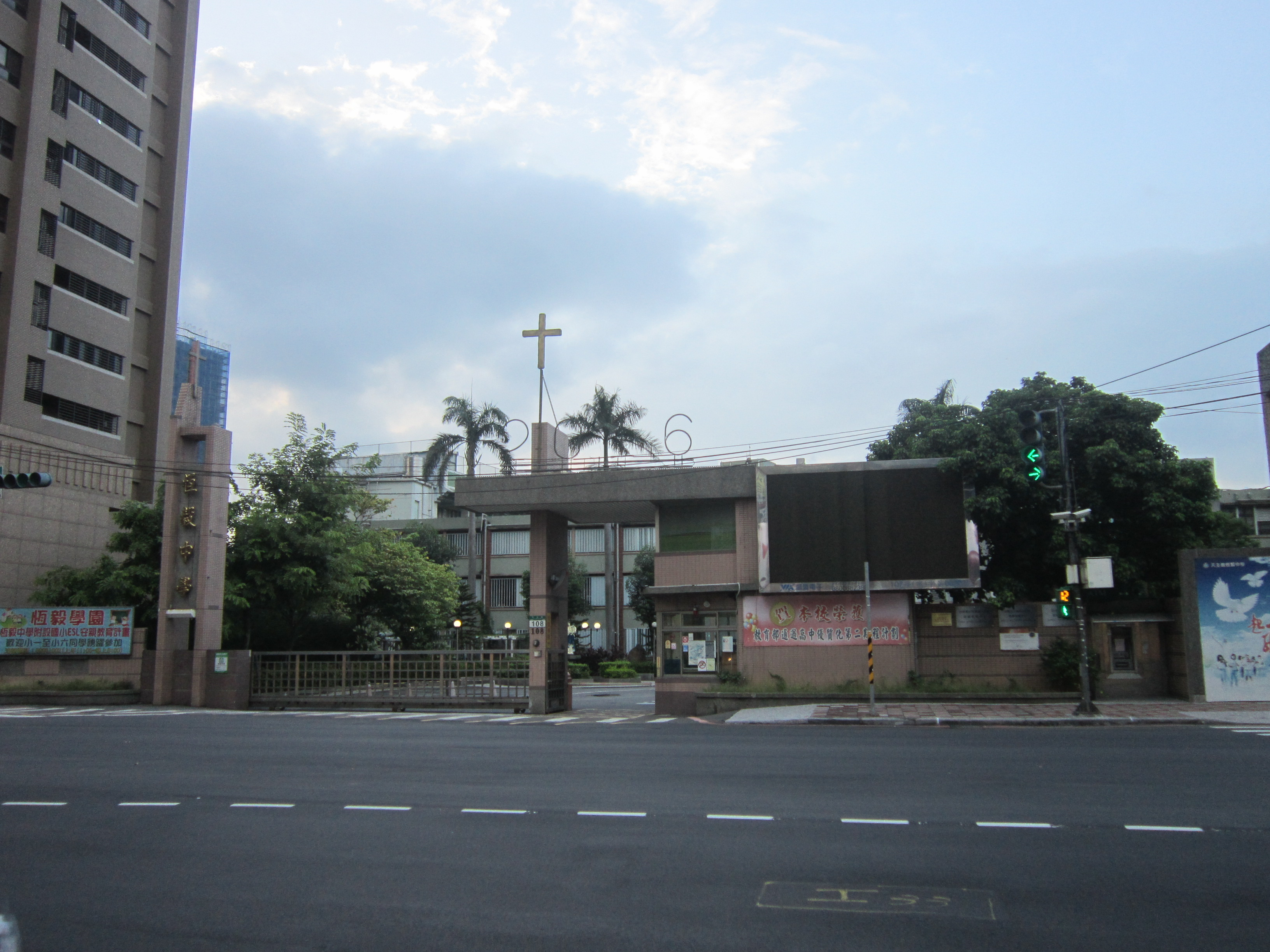
恆毅高級中學大門一景

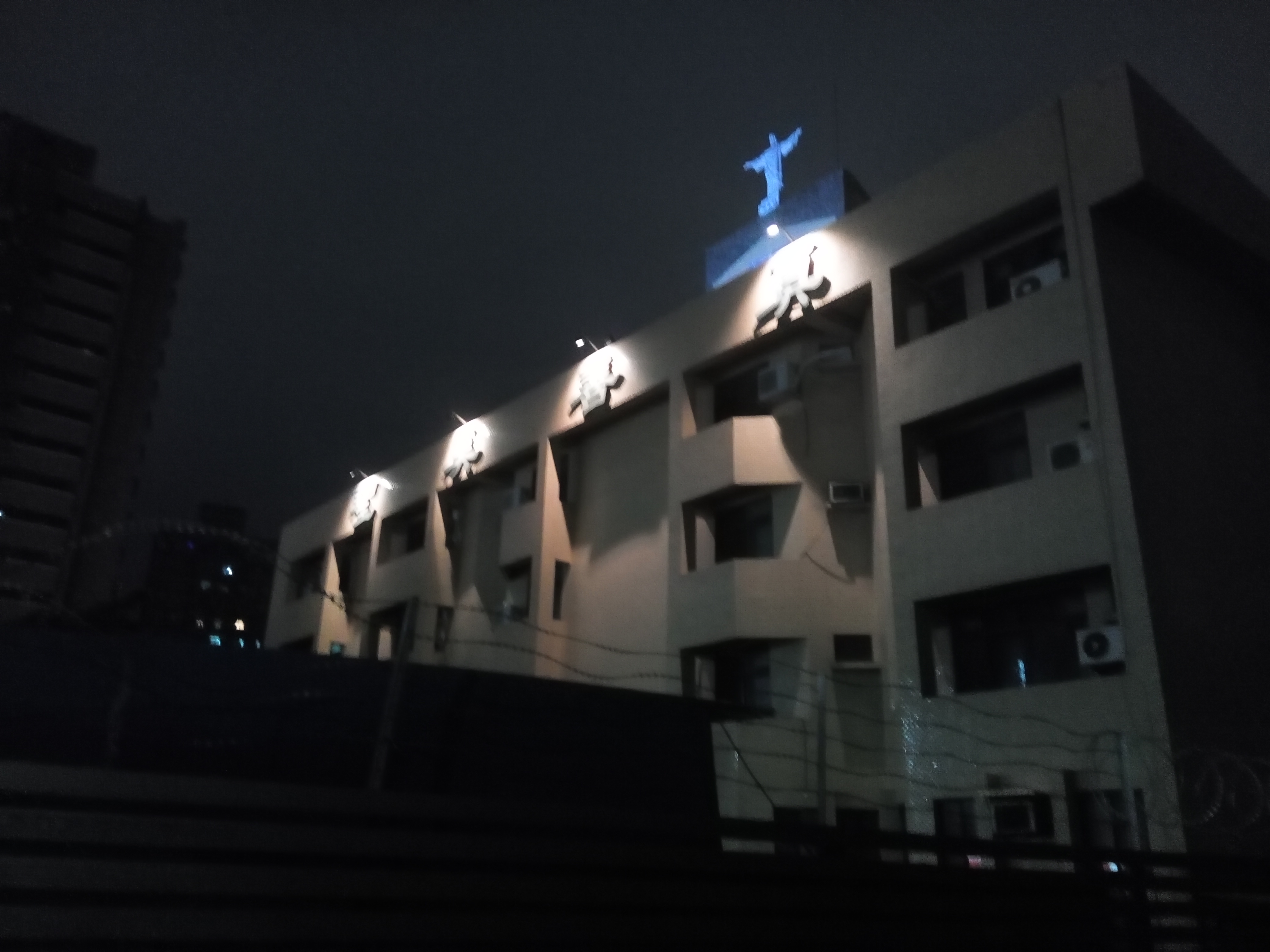
恆毅中學夜晚

剛恆毅學校財團法人新北市天主教恆毅高級中學（簡稱為恆毅中學、恆毅高中、恆毅；英文名為Heng Yee Catholic High School,HY或Heng Yee）是一所由天主教主徒會創辦的完全中學，位於台灣新北新莊，其最早於1934年建立於中國大陸察哈爾宣化，1948年中共建政後遭到廢校，後於1958年在台復校，惟今日校慶週年計算以台北校址成立時間為準。「恆毅」之名取自教廷駐華宗座代表剛恆毅樞機，其亦為主徒會之會祖.

## 簡史
- 1927年1月4日教廷駐華代表剛恆毅總主教在察哈爾宣化（今河北省宣化）創立天主教主徒會，主徒會於1934年7月創辦了恆毅中學，郭若石主教擔任第一任校長。

- 1949年因國共內戰，中共佔領宣化，恆毅中學被迫暫停。

- 1958年，郭若石主教來台，任天主教台北教區總主教，因見新莊、泰山、三重、五股等區地區人口漸繁，惟中學不多，學子求學不便，於是在新莊建立了一所中學，仍以「恆毅」為名，以記念主徒會會祖剛恆毅樞機，尊崇其範德懿行，由主徒會范文忠神父擔任第一任校長。在台復校初期從只收高中男生開始，故而校名為「恆毅高級中學」。

- 1968年增設初中部，從高、初中各一班的規模開始發展，因恆毅中學深獲在地民眾信任，紛紛要求增班，於是董事會陸續募款購地興建餐廳、宿舍、教室等。陸續增收至高中班級六個班、國中班級九個班的規模，但仍然只招收男生。

- 1984年八月恆毅中學正式開始招收女性學生。高中部班級增至十二個班，「高中部採男女合班制」；國中部班級增至十八個班，「國中部採男女分班制」。

- 2006年3月被教育部評選為優質化高中。

- 2006年8月國中部由原本的「男女分班制」改為「男女合班制」。高中部依然為男女合班制，但國中部2004年入學及2005年入學學生依舊實施男女分班制。

- 2012年8月陳永怡校長任期內逝世，由學務處卓明楠主任接任校長。

- 2014年8月教學資源中心賴永怡主任接任校長。

- 2016年8月由前徐匯中學卸任校長陳海鵬接任校長。

- 2018年以 一甲子得見有「恆」 六十年勢必弘「毅」為校慶主題

- 2020年8月由洪金水接任校長。

## 學制
恆毅中學是一所完全中學：分為國中部三十班及高中十八班。
- 班級名稱：以智、義、勇、節、信、望、愛、真、善、美、聖、誠、勤、和為班級名稱，
- 班級編號：因恆毅中學為完全中學，故國一至國三為1~3年級、高一至高三為4~6年級作為代號；班號則依上方班級名稱的順序由1~14班級作為代號。例如：高一信的班號為405、國三真的班號為308、國一誠的班號為112。
- 培養德智體群美聖，六育並重的學生；落實恆毅六年照顧以及十二年培育計畫。養成做人有品格、做事有品質、生活有品味之全方位「有品恆毅人」作為培育人才目標[3]。

## 校舍建築及校園設備
- 一般教學大樓（忠孝樓、仁愛樓、信義樓、和平樓、若石樓）
- 國際會議廳(若石樓地下室)
- 聖堂
- 活動中心
- 恆毅游泳池
- 科學館
- 恆毅樓
- 圖書館(范若望教育資源中心1樓及地下1樓)
- 標準攀岩基座（活動中心正對面）
- 標準跑道
- 籃球場
- 排球場
- 學生餐廳（恆毅樓1,2樓）
- 范若望教育資源中心：供作圖書館（地下一樓）、電腦教室（1、2樓）、上課教室（3~5樓）
- 游泳池

## 書包
分為背包與側背式書包，側背是以標準恆毅中學校徽為主，並有校訓智、義、勇、節；背包則於左下方小型精簡版校徽，並且繡有Heng Yee字樣。
現今側背包為學生安全已不再發放

## 校慶活動
- 校慶當日活動
  - 慈善園遊會
  - 校閱（分列式表演），由高中部學生表演
  - 各社團成果表演
- 非校慶當日但與校慶有關之活動
  - 校慶書展，約5~6天，為營利性質展覽。
  - 校慶越野賽跑
  - 校慶彌撒與聖誕點燈
  - 聖誕節慶祝活動
  - 每年的12月25日聖誕舞會

## 學校周邊
1. 新莊國小
2. 台北捷運橘線新莊線新莊站
3. 新莊區公所
4. 新莊國中
5. 新莊地藏庵
6. 新北市警察局新莊分局
7. 新莊區戶政事務所
8. 新北市消防隊新莊分隊
9. 新莊地政事務所

## 外部連結
- 天主教恆毅高級中學 （页面存档备份，存于）